# Arroyo de Santiago, Salado de Morón y Matabueyes/Garrapata
Arroyo de Santiago, Salado de Morón y Matabueyes/Garrapata este o arie protejată (arie specială de conservare — SAC, sit de importanță comunitară — SCI) din Spania întinsă pe o suprafață de 700,57 ha, integral pe uscat.

## Localizare
Centrul sitului Arroyo de Santiago, Salado de Morón y Matabueyes/Garrapata este situat la coordonatele 36°59′38″N 5°38′52″W / 36.9938°N 5.6478°V.

## Înființare
Situl Arroyo de Santiago, Salado de Morón y Matabueyes/Garrapata a fost declarat sit de importanță comunitară în decembrie 2000 pentru a proteja 1 specie de plante și 3 specii de animale. Situl a fost protejat și ca arie specială de conservare în martie 2015.

## Biodiversitate
Situată în ecoregiunea mediteraneană, aria protejată conține 11 habitate naturale: Galerii de Salix alba și de Populus alba, Păduri termofile cu Fraxinus angustifolia, Galerii și tufărișuri riverane sudice (Nerio-Tamaricetea și Securinegion tinctoriae), Păduri de Olea și Ceratonia, Pajiști umede mediteraneene cu ierburi înalte de Molinio-Holoschoenion, Liziere de ierburi înalte hidrofile de câmpie și de nivel montan până la alpin, Dehesas cu Quercus spp. perene, Tufărișuri termo-mediteraneene și de pre-deșert, Pante stâncoase silicioase cu vegetație casmofită, Salicornia și alte specii anuale care populează regiunile mlăștinoase și nisipoase, Pseudostepă cu ierburi și specii anuale de Thero-Brachypodietea.
La baza desemnării sitului se află mai multe specii protejate:
- plante (1): Limonium lanceolatum
- păsări (1): stârc galben (Ardeola ralloides)
- amfibieni (1): Discoglossus galganoi
- pești (1): Aphanius baeticus

Pe lângă speciile protejate, pe teritoriul sitului au mai fost identificate 1 specie de amfibieni, 1 specie de pești.